# Blood (groupe japonais)
Pour les articles homonymes, voir Blood.
Blood, également stylisé  ̶B̶L̶O̶O̶D̶) est un groupe de visual kei japonais, originaire d'Osaka. Kiwamu, qui non seulement s'occupe de l'écriture des chansons, de la programmation et de la partie guitare, mais également des artworks ; Kaede apporte sa contribution par son jeu de basse, de synth-basse, son sens de l'aspect visuel du groupe et aussi la composition des paroles. Ce duo est le noyau du groupe, aidé par le chanteur et conteur Fu~Ki et de divers membres invités. La formation du groupe et les membres changent avec chaque chanson. Avec la participation de membres de session et l'absence de formation fixe dans le groupe, ils créent des chansons qui sortent audacieusement du cadre musical.

## Biographie
Créé en février 2002, le groupe est composé de musiciens qui ont fait le choix de s'auto-produire et de rester en ligne directe avec leur vision du monde et de la musique. Le 10 février 2003, le chanteur Dai quitte le groupe. Le groupe entame une deuxième période avec Takeshi et publie l'EP Blood. Blood joue deux fois aux États-Unis au Fanime en 2003 et à l'Anime Expo la même année. Ils publient aussi leur troisième et quatrième tapes. Le 29 février 2004, Taichi et Takeshi partent. Blood joue au Fanime] en mai, avec leur nouveau chanteur Fu-ki. Avec Fu-Ki, Blood se dirige vers un style plus teinté hard rock. La troisième période est une période vampire. Au printemps 2004, ils publient Vengeance for Blood et commencent une tournée mondiale, commençant par l'Europe. 
Pendant une tournée en mai 2005, ils jouent trois concerts à Mexico. Cet été, en juillet 2005, ils publient Vengeance for Blood 2 et entament une autre tournée européenne et mexicaine. Pendant leur passage au Mexique, ils filment leur performance qu'ils publient en DVD sous le titre de Vengeance for Blood - Live in Mexico. Au début de 2006, ils publient le dernier chapitre de leur concept vampire, Vengeance for Blood 3. 2 000 exemplaires sont édités, et tous vendus en quatre jours. En mars, ils font leur dernière tournée vampire en Europe, puis joue un show spécial au Japon. Peu après, ils annoncent la tournée Les Fleurs du mal. Plus tard, ils continuent leur style hard rock, et adoptent un nouveau concept basé sur le poète français, Charles Baudelaire. En novembre 2006, ils font une autre interview sur la chaine de radio WIXQ FM, avec Tainted Reality, animé par l'ancien animateur de Bad Transitions, Shackelford.
Ils publient leur premier mini-album sous le concept de la poésie française, intitulé  Spleen ~Despair~, le 7 octobre 2006. Une tournée tournée européenne s'ensuit, suivie elle-même par une tournée américaine en 2007. Les Fleurs du mal est publié le 7 juillet 2007. À cette période, Kiwamu lance Cure Distribution (désormais appelé Darkest Labyrinth) qui se chargera de distribuer les albums étrangers au Japon, avec GPKISM, Spectrum-x, Virgins O.R Pigeons et Noir du'Soleil en contrat. Près d'un mois après Les Fleurs du mal, Blood publie Best Collection 2002-2007, qui comprend quatre chansons des deux derniers concepts du groupe, et 12 de la période actuelle. Puis, le groupe travaille sur un autre concert, Symphony of Chaos. L'EP Dead-Hearted est publié le 9 septembre 2007.
Après un moment de silence, le groupe publie The Reaper Behind Me, premier album sous ce nouveau concept. C'est au début de 2008 que viennent s'ajouter au groupe, Ryo et un live dancer du groupe The Royal Dead surnommé, Bloodmore Har, seulement pour les lives au Japon pour ce dernier. La même année, ils jouent avec DJ SiSeN à San Antonio, Texas puis en Australie. Le 20 novembre 2008, ils annoncent sur MySpace la fin de leurs activités après la sortie de Lost Sky et de leur dernière tournée, baptisée La Fin de la journée. Le groupe se sépare en 2009.
Au début de 2011, Kiwamu décide de reformer Blood. Pour cette 4e période, il s'entoure de Hayato au chant, Azami à la basse et Dora à la batterie. Le premier live de ce nouveau line-up a lieu le 4 juin au Meguro Rockmaykan. Le 8 juin 2012, Hayato quitte le groupe pour des raisons inconnues. En 2014, le groupe publie un documentaire sur YouTube, de 15 minutes traitant de leur tournée américaine, Les Fleurs du mal, réalisé par la société américaine Tainted Reality.

## Membres

### Membres actuels
- Hayato - chant
- Kiwamu - guitare, programmation
- Kazuha - guitare
- Azami - basse
- Dora - batterie

### Anciens membres
- Takeshi - chant (2002-2004)
- Taichi - guitare (2002-2004)
- DAI - chant (2002-2003)
- Fu~ki - chant (2002-2009)
- Kaede - basse (2002-2009)

## Discographie

### Albums studio
- 2004 : 1st Period
- 2005 : 1st Period DX
- 2005 : 2nd Period DX
- 2006 : Vengeance for Blood DX Limited Edition (avec les 3 EP du même noms et un DVD bonus)[14]
- 2007 : Les Fleurs du mal
- 2008 : Vengeance for Blood Integral Edition
- 2008 : The Reaper Behind Me
- 2009 : Lost Sky

### EP
- 2004 : Blood
- 2004 : Vengeance for Blood
- 2005 : Vengeance for Blood 2
- 2006 : Vengeance for Blood 3
- 2006 : Spleen -Despair-
- 2007 : Dead-Hearted

### Singles
- 2002 : Bloodtype
- 2002 : Morphine/Collector
- 2003 : Tsuioku -I Remember You- (Modèle:Nihongo2)
- 2004 : Blind
- 2004 : The Funeral for Humanity
- 2007 : Brumes Et Pluies -Mist and Rain-
- 2007 : Chain
- 2011 : Bathory
- 2011 : Elizabeth
- 2012 : Unseen the New World

### Démos
- 2002 : Morphine
- 2002 : Tsuioku (追憶?)
- 2005 : Kuroki Chi no Zensoukyouku (黒き血の前奏曲?)
- 2003 : Hyakuoku no Hikari to Senoku no Kage (百億の光と千億の影?)

### Compilations
- 2007 : Darkest Labyrinth (avec Fountain of Blood)

## Clips
- 2003 : Blood Films #01
- 2003 : Live in USA -Infected with Blood-
- 2006 : Vengeance for Blood Live in Mexico